# Château du Lavaux
 (janvier 2021).
Pour les articles homonymes, voir Lavaux (homonymie).

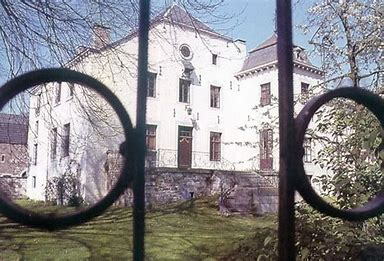
Le château du Lavaux.

Le château du Lavaux est un château du XIVe siècle, situé à Esneux. Bien que récemment rénové, il garde ses caractéristiques d'antan .

## Situation géographique
Entouré aussi bien de bâtiments agricoles, de petites maisons d'habitations érigés au XVIIe siècle que de maisons bourgeoises ou villas de style éclectique, ou encore de châteaux tels que le Château Le Fy, le château du Rond-Chêne, le château du Lavaux est situé en rive droite de l'Ourthe, à quelques mètres du pont d'Esneux et peut être admiré lors de promenade sur le Ravel.

## Histoire

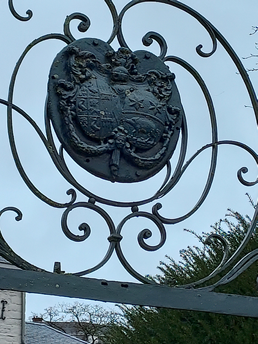
Armoiries de la Famille Berleur-Nizet.

Il passe des mains des Hoensbroek au XIVe siècle aux Baugnée, aux Souverainpré jusqu’au début du XIXe siècle, à la famille Berleur-Nizet et à la famille de Melotte avant d’être donné au Centre d’Aides aux Personnes (C.A.P.) de Liège. Ce dernier le donnera en location à l’Athénée d’Esneux jusqu’en 1971. La Commission royale des monuments et des sites a pu obtenir, en vue d’une restauration complète, la mise en vente publique du château le 29 octobre 1976, (le C.A.P. de Liège considérait que son argent public était plus utile pour d’autres choses que l’entretien de son patrimoine immobilier).
Sauvé de justesse lors de l’aménagement des abords du pont Neuray, il est classé comme monument et comme site le 6 novembre 1961. 
Actuellement, il appartient à l'« Immobilière de Lavaux » et abrite un bureau d’architectes « Atelier Architecture Lavaux » et l’étude des Notaires Urbin-Choffray et Heptia.

## Architecture

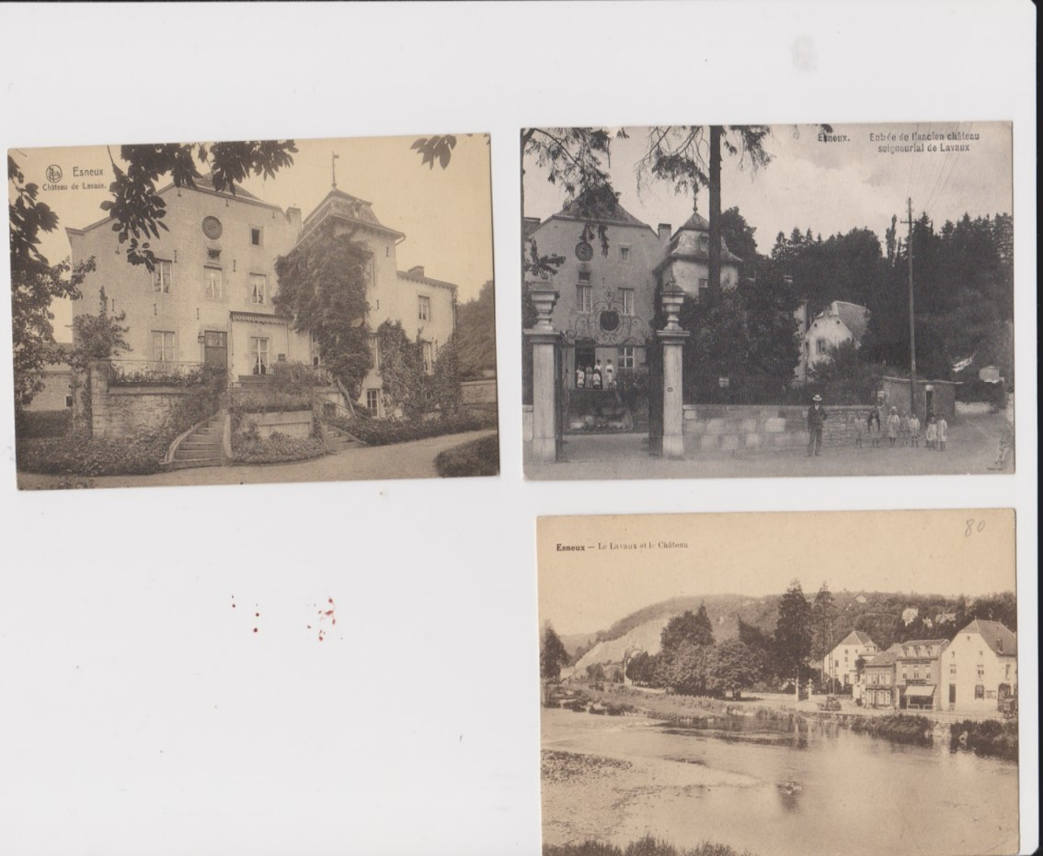
Le Château du début du XX.

Ses fondations datent du XIIIe siècle et son architecture a été remaniée au XVIIIe siècle.
Au centre de l’élégante grille de portail en ferronnerie, trône les armoiries de la famille Berleur-Nizet.
Sur sa façade en moellons de grès et de calcaire chaulés, située plein sud, précédée d’une terrasse et d’un perron à deux volées d’escaliers courbés, on remarquera de nombreuses ancres.
Au rez-de-chaussée, un des linteaux, droit à clé, porte la date de 1781 ainsi qu’un cadran solaire vertical indiquant, en chiffres romains les heures de 9 heures à 15 heures.
A l’étage, des linteaux à trois claveaux en escalier.
Sans les combles une petite fenêtre carrée côté Est et auparavant, un oculi côté Ouest. Ce dernier a été remplacé pour une autre petite fenêtre carrée.
Ce corps central est couvert d’une bâtière à demi-croupe et épis recouverte d’ardoise.
Au pignon Sud, une tour carrée courte d’une toiture à la Mansart est piquée d’une girouette,,.